# Live on Lenox
Live On Lenox to wydany 26 września 2000 mixtape amerykańskiego producenta hip-hopowego Dame’a Grease’a. Wystąpili na nim między innymi DMX, Nas, Big Stan i Drag-On. Wszystkie utwory zostały skomponowane przez Grease'a.

## Lista utworów
| #  | Tytuł                      | Producent   | Gościnnie                                     | Czas |
| -- | -------------------------- | ----------- | --------------------------------------------- | ---- |
| 1  | "The Future"               | Dame Grease | DMX, Big Stan, Meeno                          | 4:33 |
| 2  | "Nigga Haters"             | Dame Grease | Scarface, H.O.T. Ones                         | 4:46 |
| 3  | "I'm That Nigga"           | Dame Grease | Meeno                                         | 3:56 |
| 4  | "Floss, Don, One"          | Dame Grease | H.O.T. Ones                                   | 4:17 |
| 5  | "B.A.B.Y."                 | Dame Grease | Baby Madison                                  | 4:19 |
| 6  | "Bigga"                    | Dame Grease | Bigga Threat                                  | 3:45 |
| 7  | "La Da Di, La Di Day"      | Dame Grease | Noreaga, Final Chapter                        | 4:02 |
| 8  | "Never Thought"            | Dame Grease | Meeno, Tony Wink, Baby Madison                | 4:13 |
| 9  | "Dedication"               | Dame Grease | Baby Madison                                  | 4:01 |
| 10 | "Good Morning America"     | Dame Grease | H.O.T. Ones                                   | 3:53 |
| 11 | "Get Dough"                | Dame Grease | Dave Floss, Emoni Montane                     | 4:07 |
| 12 | "Me"                       | Dame Grease | Dame Grease                                   | 3:01 |
| 13 | "Harlem Niggas"            | Dame Grease | Loon, Huddy, Emoni Montane                    | 3:33 |
| 14 | "Vacant Lot Gone No Limit" | Dame Grease | H.O.T. Ones, Emoni Montane, Silkk The Shocker | 4:16 |
| 15 | "Wanna Play Rough"         | Dame Grease | Nas                                           | 3:37 |
| 16 | "Pressurer"                | Dame Grease | E Snapps, Bigga Threat, Big Stan, Tony Wink   | 4:22 |
| 17 | "Streets Done Raised Us"   | Dame Grease | Drag-On, Baby Madison                         | 4:10 |
| 18 | "The Truth"                | Dame Grease | Baby Madison                                  | 4:28 |